# ボトルメール

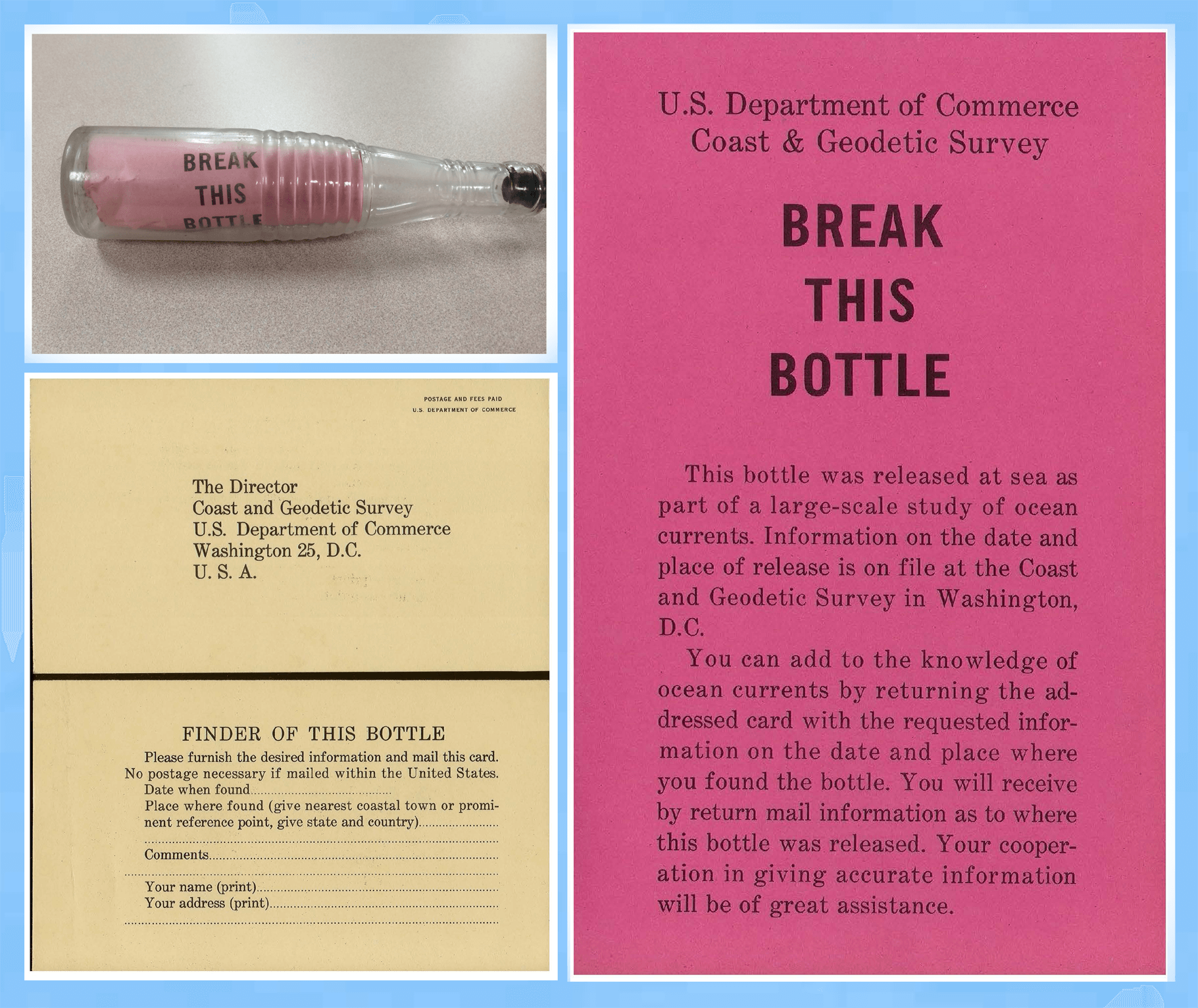
このボトルとその内容物（はがきと挿入物のサンプル）は、アメリカ国立測地測量局が1959年に流した海流の流れを調査する海流瓶で、2013年に見つかった。

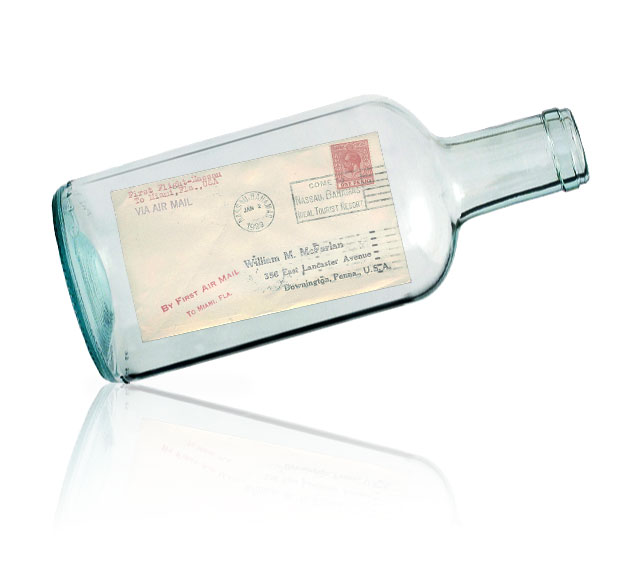
ボトルメールのイメージ（実際には書簡が剥き出しであり、宛先・切手付の封筒に入ってなどいない）

ボトルメール（英: message in a bottle）とは、瓶に封じて海や川などに流された手紙のこと。
リクルートが開発したソフトウェア名がきっかけで“ボトルメール”という表現は日本ではそれなりに使われているが、英語ではそうした表現の頻度は少なく、
message in a bottle と表現するほうが一般的であり、さまざまな作品名にも用いられている。（メッセージ・イン・ア・ボトルおよびen:Message in a bottle (disambiguation)も参照のこと。）
イタリア語でも英語と類似した「messaggio in bottiglia」といった表現が好まれるが、フランス語では「bouteille à la mer」（「海中の瓶」といったような表現）のほうが好まれる。
日本語では「瓶詰めの手紙」や「瓶入りの手紙」または「漂流ビン」などと表現することが多いが、特に定まった表現は無い。

## 歴史
ボトルメッセージについては紀元前310年のギリシャの哲学者テオプラストスによる水流の研究まで遡る。また西暦1177年ごろの日本の平家物語巻二には、卒塔婆流の段があり、親への元気の便りと望郷の思いを詩にした句や名などを記した卒塔婆を海に流した記述がある。
16世紀、イングランドとアイルランドの女王エリザベス1世は、「Uncorker of Ocean Bottles（オーシャンボトルのコルク栓を抜く者）」という役職を創設し、それ以外の者が中を見た場合は機密（スパイの情報や艦隊の情報）に触れる可能性があるから死刑となる事があると宣言した。
19世紀には、エドガー・アラン・ポーの「MS. Found in a Bottle」（1833年出版）やチャールズ・ディケンズの「A Message from the Sea」（1860年出版）などの文学作品によってボトルメッセージがブームになった。

## 瓶詰めの手紙の事例

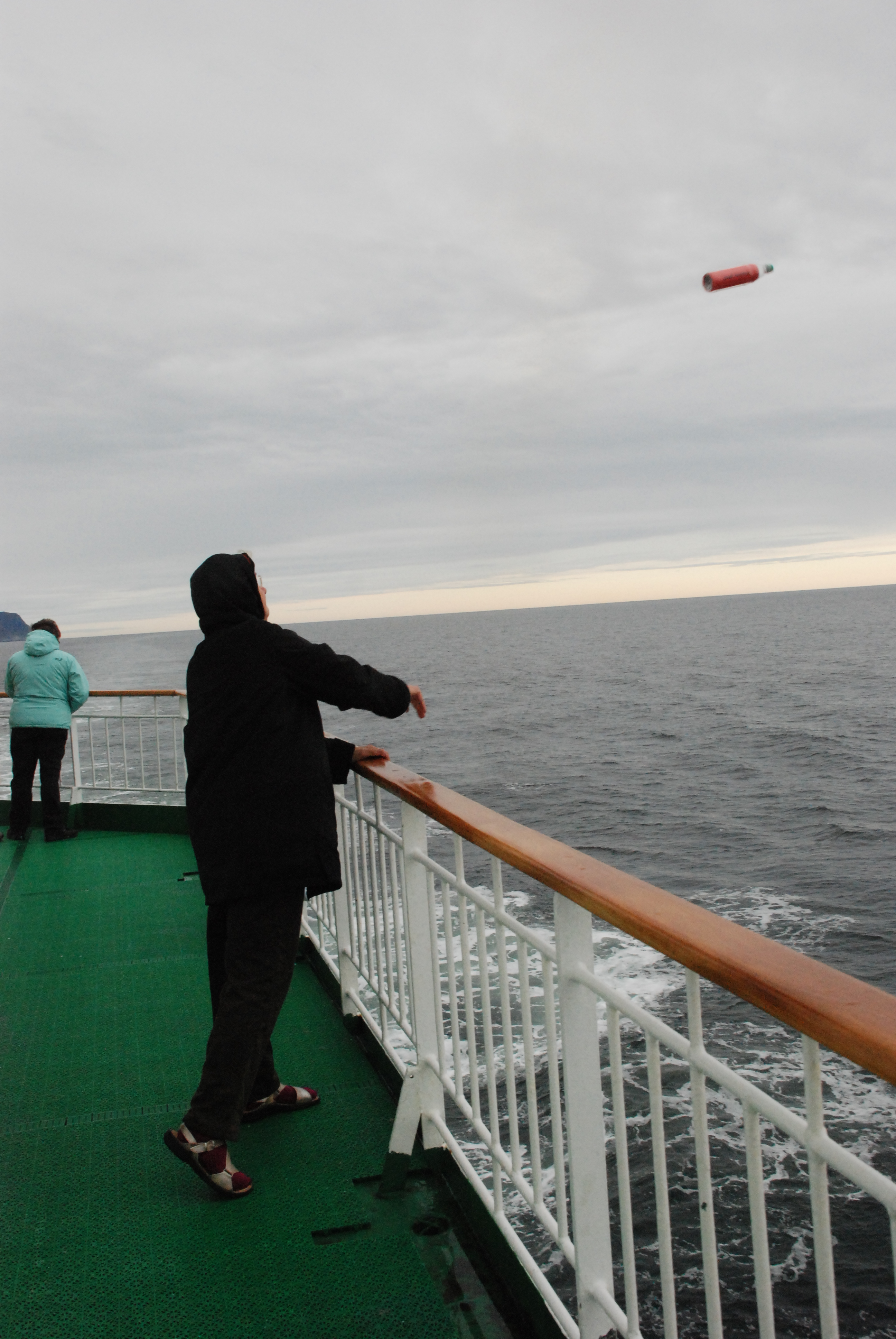
Start（:en:Hurtigruten, 2011）

「ボトルメール」の最も古い記録として以下のような物語が紹介されることがある（
Robert Kraskeの "The Twelve Million Dollar Note: Strange but True Tales of Messages Found in Seagoing Bottles" (1977) による）が、真偽は不明である。
1784年、日本人のMatsuyama Chunosukeと43人の仲間が太平洋諸島へ財宝探しに行こうと海にのりだしたが、嵐に遭い珊瑚礁に座礁し近くの島に避難せざるを得なくなった。だが、その島で飲料水と充分な食糧を見つけることができず、そこで得られるココナッツや蟹だけを食べているうちに脱水症と飢餓で死亡者が出始めた。そこでMatsuyamaは自分が死ぬ前に、自分たちの旅で起きたことをココナッツの木の断片に書き、それを瓶につめて海に流した。およそ151年後の1935年、日本のワカメ採りの人がその瓶を見つけた。その瓶は、Matsuyamaの故郷Hiraturemuraの海岸に漂着していたのであった。
1876年以降、スコットランドの離島セント・キルダの人々は容器に手紙を入れて流しコミュニケーションをとるということを行っていたという。
1914年、第一次世界大戦のさなか、イギリスの兵士 Thomas Hughesは妻に宛てた手紙を緑色のボトルにつめてイギリスの海峡で投げ込んだ。彼は2日後、フランスにおける戦いのさなかに死亡した。1999年、漁師のSteve Gowanがテムズ川でそれを拾い上げた。（宛先の女性はすでに1979年に亡くなっていたが）その手紙は1999年、ニュージーランドに住んでいる、女性の娘に届けられた、というニュースが流れた。 
1984年7月、千葉県立銚子高校が海流調査のために450本、翌年に300本を流し、2021年9月までに52本が発見された。発見場所はワシントン州、カナダ、フィリピン、マーシャル諸島、ハワイなどである。 
現代の日本では、子供たちに夢を与える等の目的で実際に手紙入りのボトルを海に流すイベントが開催されることがある。このようなときに流される手紙には、誰かに送達されたことの確認を求めるために返信先が書かれていることが多い。 

## ギネス世界記録
ギネス世界記録に登録されている、回収された事のある最古のボトルメールは、1914年6月10日に海に流され、2012年4月に発見された手紙である。これは、グラスゴー航海学校が流した合計1890本の瓶のうちの315本目に回収された瓶であり、「646B」という番号が振られている。北海の深層海流を調査する目的で放流されたものであり、海底付近を流れるように特別な錘が付けられている。これによって瓶は、浜辺に打ち上げられるかトロール船の底引き網で回収される仕組みとなっている。瓶はアンドリュー・リーパーの船コーピアス号によって、放流地点からわずか約15kmのシェトランド諸島近海で網によって引き上げられた。
2014年に公表された事例では、1913年、ドイツのバルト海に投げ入れられたボトルメールが101年目にあたる2014年3月に海底から回収され、送り主の孫娘が特定されている。また、2015年4月の事例では1906年に投げ入れられたボトルメールが108年目に回収された。
2018年に公表された事例では、1886年にインド洋上でドイツの小型帆船「パウラ号」から流されたと思われるボトルメールがオーストラリアのウェッジ島近くの砂丘で発見された（132年目の回収）。

## ボトルメールを主題とした作品
フィクションに目を向けると、
アガサ・クリスティの小説『そして誰もいなくなった』(1939)では、犯人が海に投げた瓶詰の告白文から真相が明らかになる。1998年には米国のニコラス・スパークスがメッセージ・イン・ア・ボトルというタイトルの小説（ラブストーリー）を書き、翌1999年には同国で映画化された（「メッセージ・イン・ア・ボトル (映画)」）。
日本の小説では夢野久作の『瓶詰の地獄』(1928)に登場する。
日本の漫画では、無人島で救出を求める人物とともに描写されることが多い（『パーマン』第20話「ウレッシャー号みつけた」では、座礁した潜水艦の魚雷発射管から「艦内酸素は残り24時間、この手紙が最後の頼り、至急救助求む」の文面で射出されている）。

## 類似の事例
風船
ボトルメールの亜種に、風船に手紙を繋いで飛ばすバルーンメールいうものもある。
普仏戦争のパリ攻囲戦 (1870–71)では、ドイツ軍によって包囲されたパリから約66個のバルーンが街の外部と情報をやり取りするのに放たれ、その多くが成功を収めた。無人のバルーンと有人のバルーンが提案され、実際には有人のバルーンが採択され実行された。
1986年2月、東京都世田谷区立旭小学校で開校105年を記念し放たれた手紙付き風船の一つが皇居内に落下し、落ちて来るのを偶然見かけた香淳皇后が女官に拾わせて来た（15日15時半頃）。報告を受けた昭和天皇は侍従・卜部亮吾に「直ちに返信せよ」と指示。学校に卜部侍従直筆の返事があったという。
北朝鮮向けビラでは反北朝鮮団体が韓国から北朝鮮に向けて風船で散布している。

宇宙探査機
ボトルメールの要領で、宇宙探査機に宇宙人へのメッセージを託すこともある。
惑星探査機パイオニア10号及びパイオニア11号には、人間の男女や太陽系、探査機などの概念図が描かれたメッセージボード(パイオニア探査機の金属板)が搭載されている。また、惑星探査機ボイジャー1号及びボイジャー2号には、世界各国の音楽や挨拶、画像などを収録したレコード盤(ボイジャーのゴールデンレコード)が搭載されている。冥王星探査機ニュー・ホライズンズについても、探査機のフラッシュメモリにデジタルメッセージをアップロードするプロジェクト「ONE EARTH」が進行中である。

## 関連するソフトウェアやサービス
リクルートがシェアウェアとしてリリースした電子メールクライアントがある。詳細はボトルメール (ソフトウェア)を参照。
任天堂のニンテンドーDS用ゲームソフト『おいでよ どうぶつの森』ではボトルを流した者同士ですれちがい通信を行うことにより、ボトルが交換される形で互いの森の海岸に流れ着くというボトルメール的な機能があるが、作品中では本来の英語表現に近い「メッセージボトル」という呼称が機能名として使用されている。
ソニー・コンピュータエンタテインメントのPSP用ゲームソフト『福福の島』では、同様の機能に対して「ボトルメール」の呼称をそのまま使用している。
日本銀行券の紙幣追跡サイト「MESSAGE IN A BILL」では、このボトルメールの発想をとりいれ、追跡手段となる記番号の登録と同時にメッセージを登録することができるサービスが展開されている。